# Élio Lamprídio
Élio (em latim: Aelius) ou Ácio Lamprídio (em latim: Accius Lampridius) é um dos seis autores ficcionais da coletânea biográfica intitulada História Augusta. Ele foi autor da biografia do imperador romano Cômodo (r. 180–192), de Diadumeniano (r. 218), filho Macrino (r. 217–218), Heliogábalo (r. 218–222) e Alexandre Severo (r. 222–235).
Desde as pesquisas de Hermann Dessau, publicadas em 1889, constatou-se que Élio nunca existiu, nem os demais escritores da História Augusta. Eles são apenas pseudônimos do autor real da coleção cuja identidade exata é desconhecida e, provavelmente, teria vivido no final do século IV e começo do V. Desde as pesquisas de Hermann Dessau, a História Augusta suscitou inúmeras pesquisas científicas, incluindo aquela do francês André Chastagnol que resultou numa tradução ricamente anotada publicada em 1994.